# 萨尔塔主教座堂
吾主奇迹童贞萨尔塔圣殿主教座堂朝圣堂（西班牙語：Catedral Basílica de Salta y Santuario del Señor y la Virgen del Milagro）又名萨尔塔圣殿主教座堂（西班牙語：Catedral Basílica de Salta）是一座罗马天主教主教座堂、次级宗座圣殿，位于阿根廷萨尔塔，为天主教萨尔塔总教区的都主教座堂，供奉耶稣和圣母玛利亚。屬於阿根廷的国家纪念建築。

## 历史
1856年原址之教堂被害地震摧毁后，开始建造新堂，設計者為建筑师菲利佩·贝特雷斯（Felipe Bertrés）。1858年开始使用，但工程于1882年才全部竣工。
1941年6月14日，该堂被列为国家纪念建築。

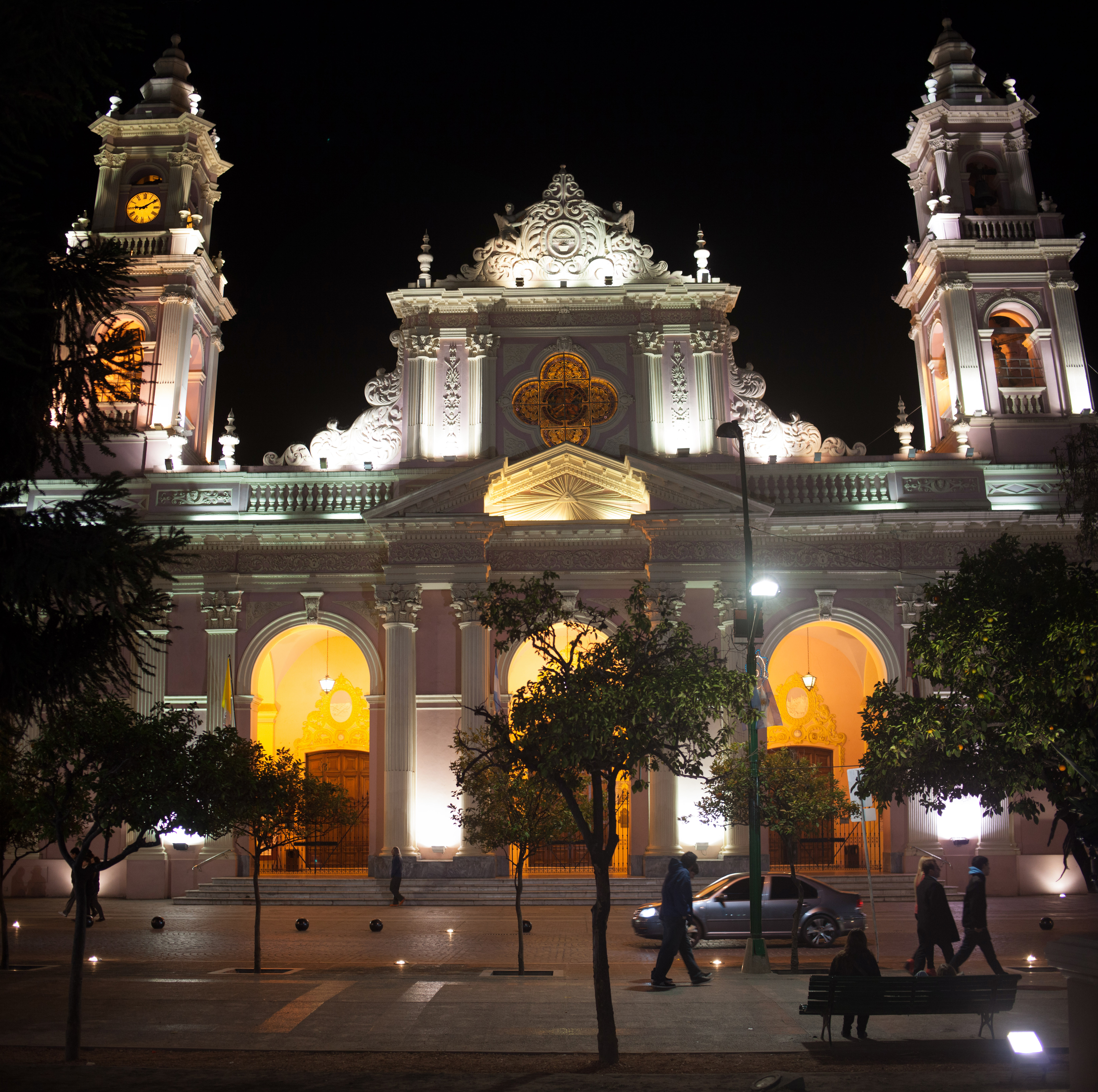
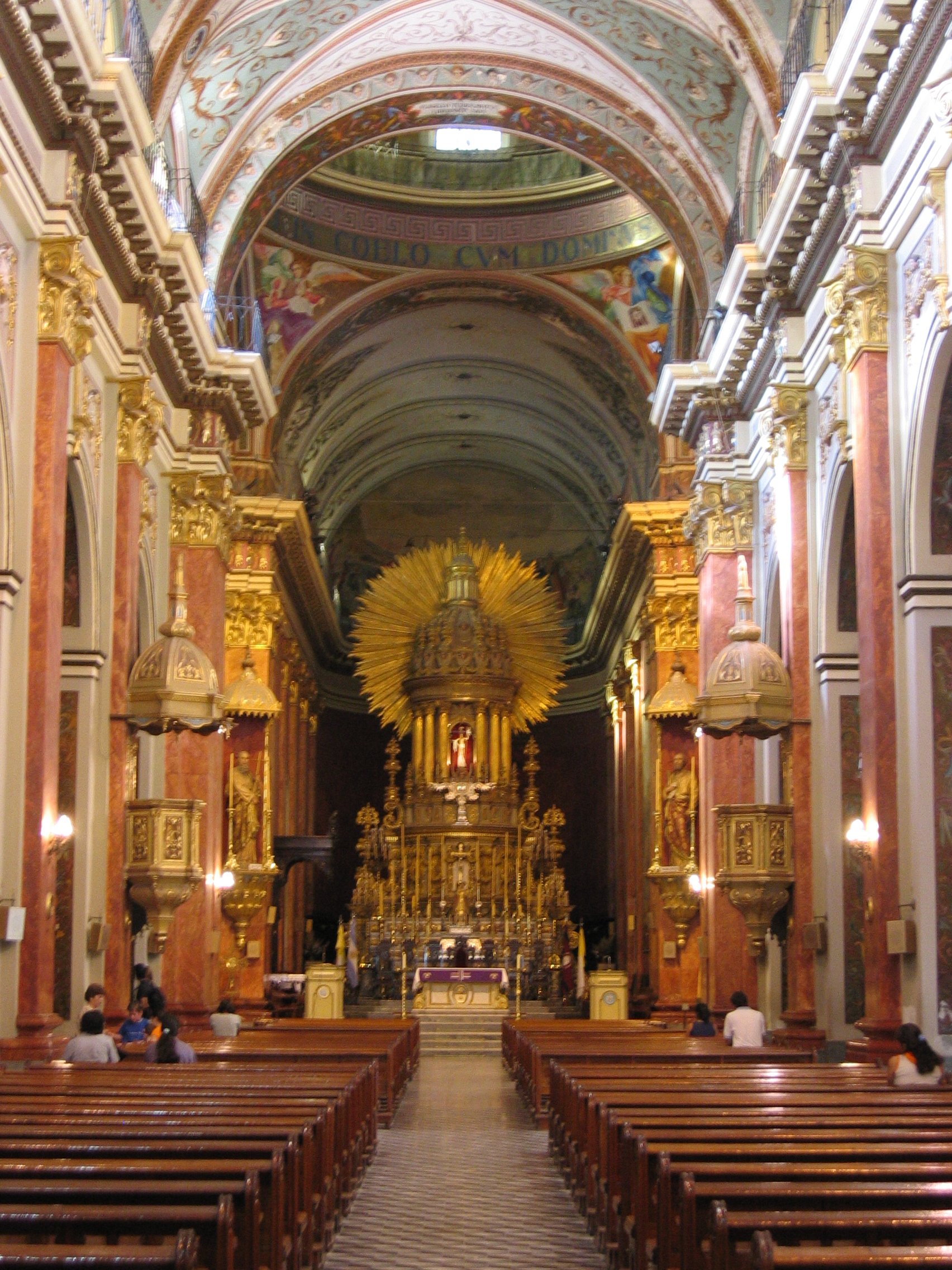
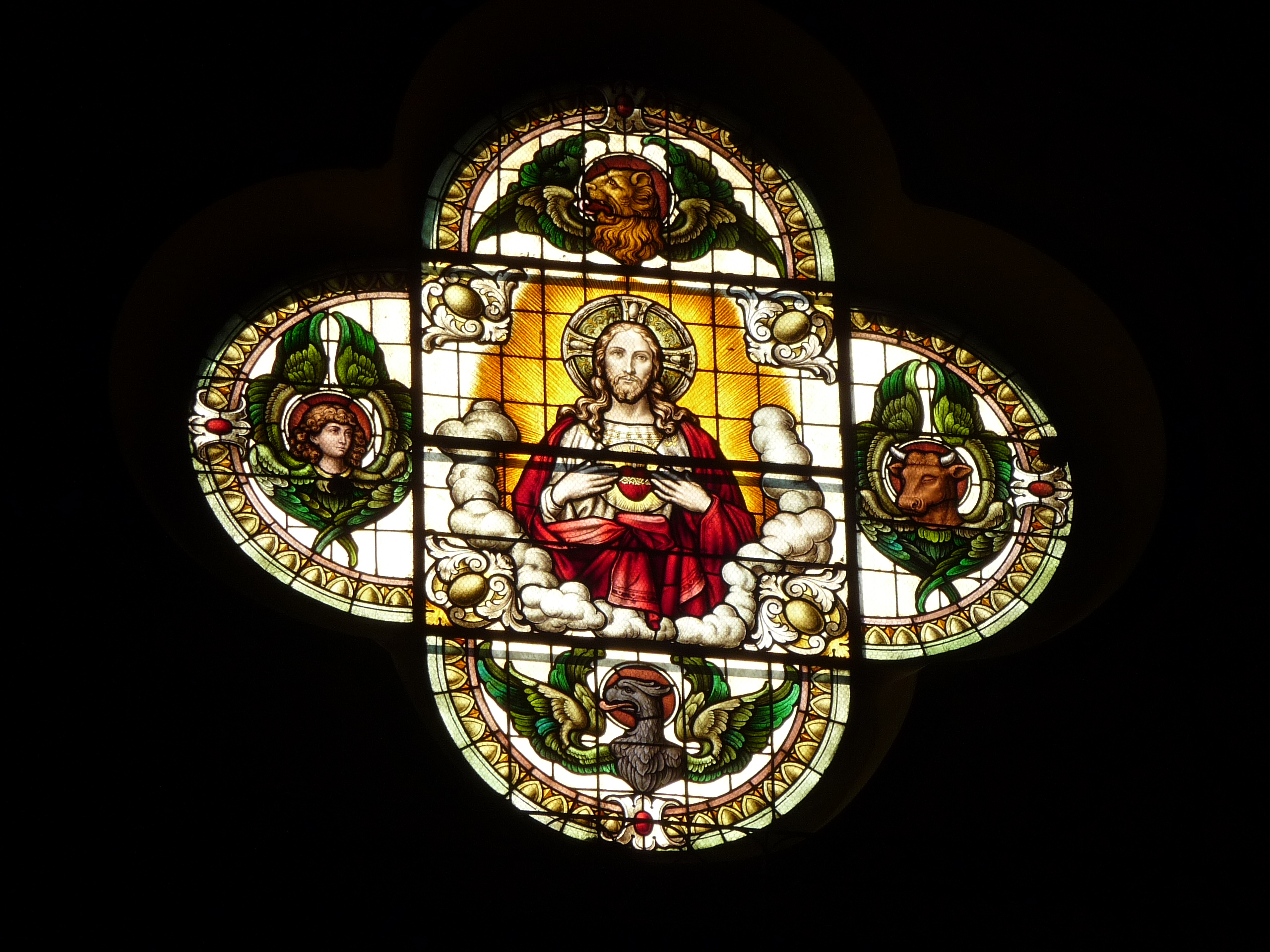
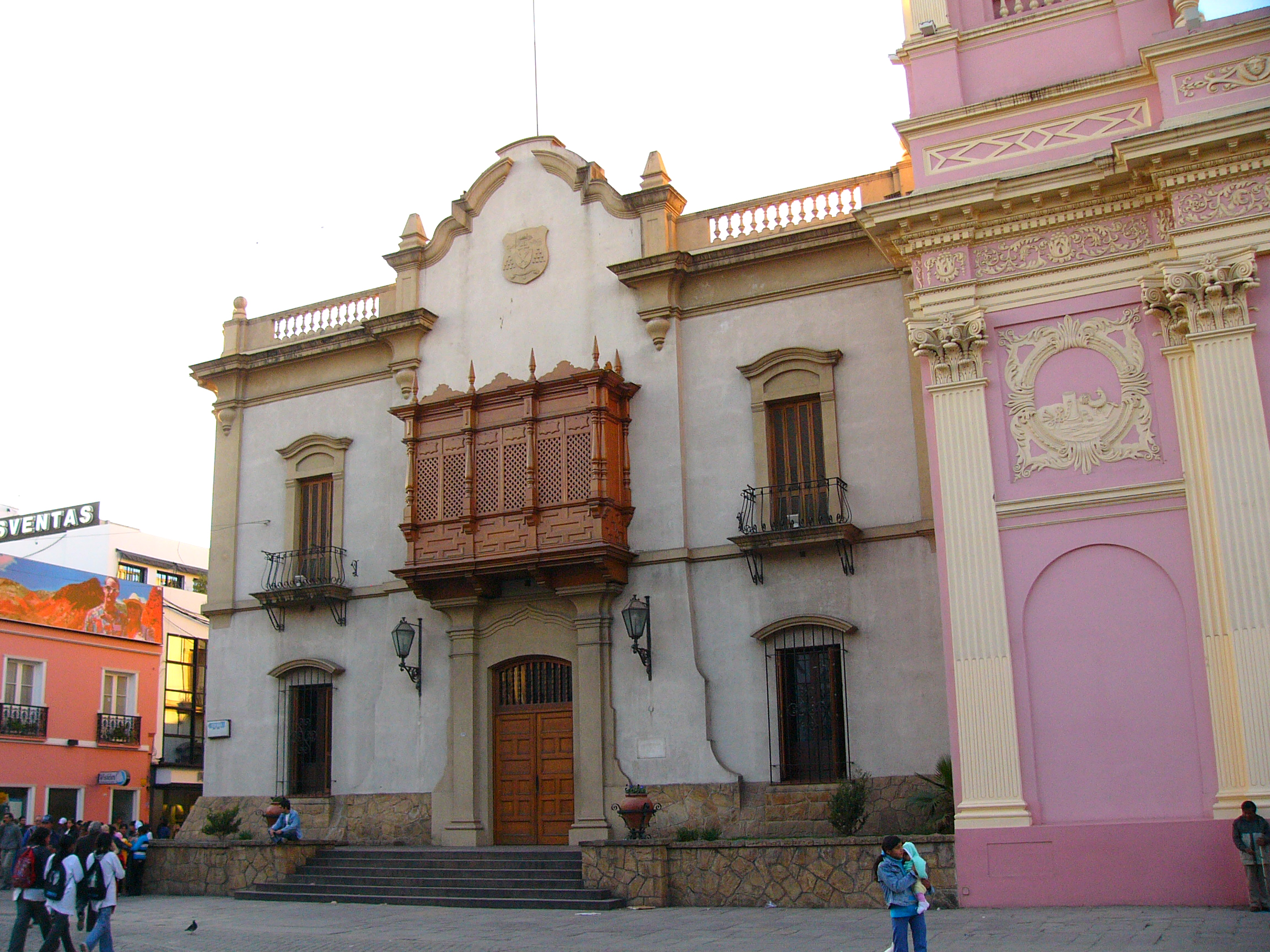
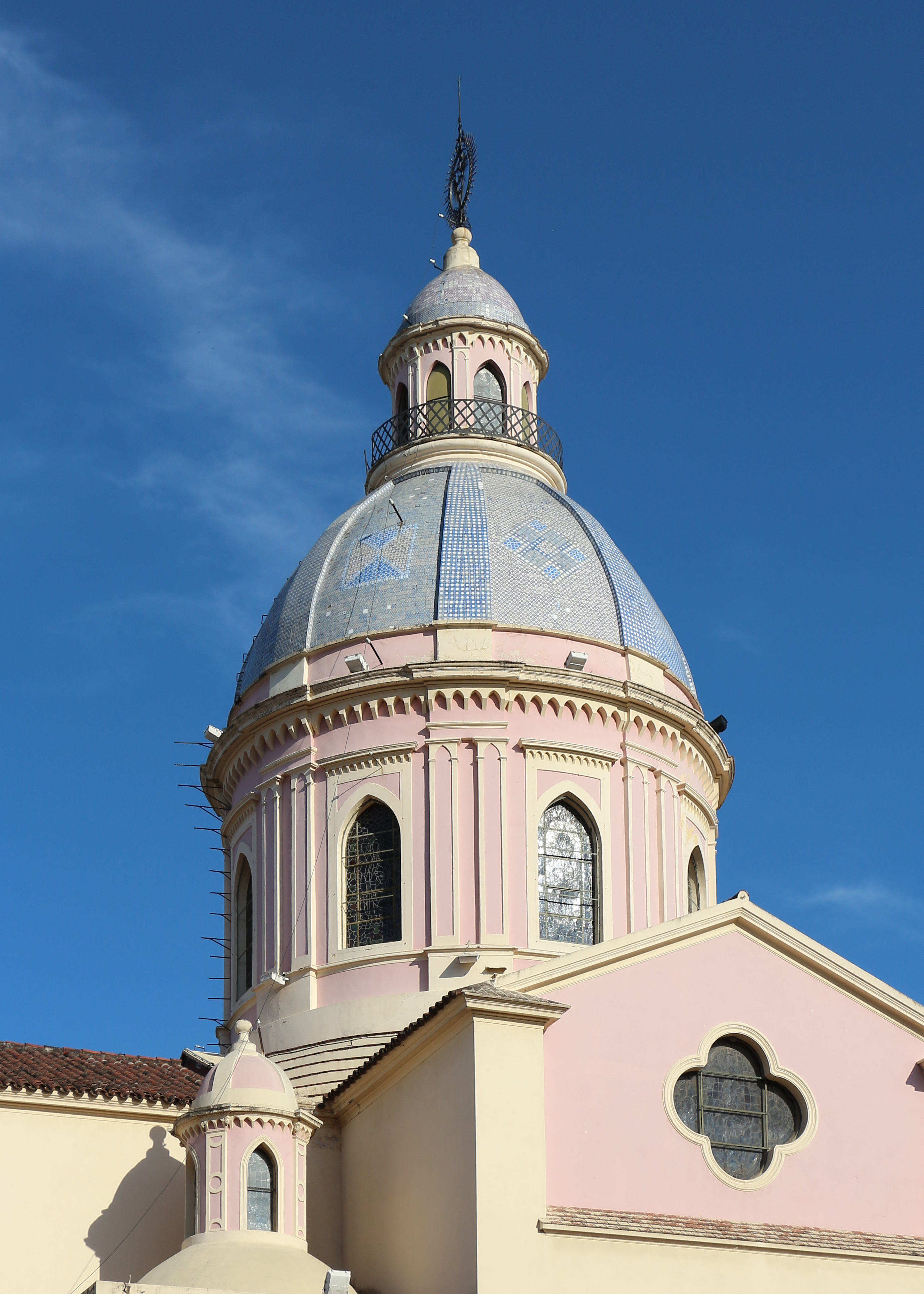
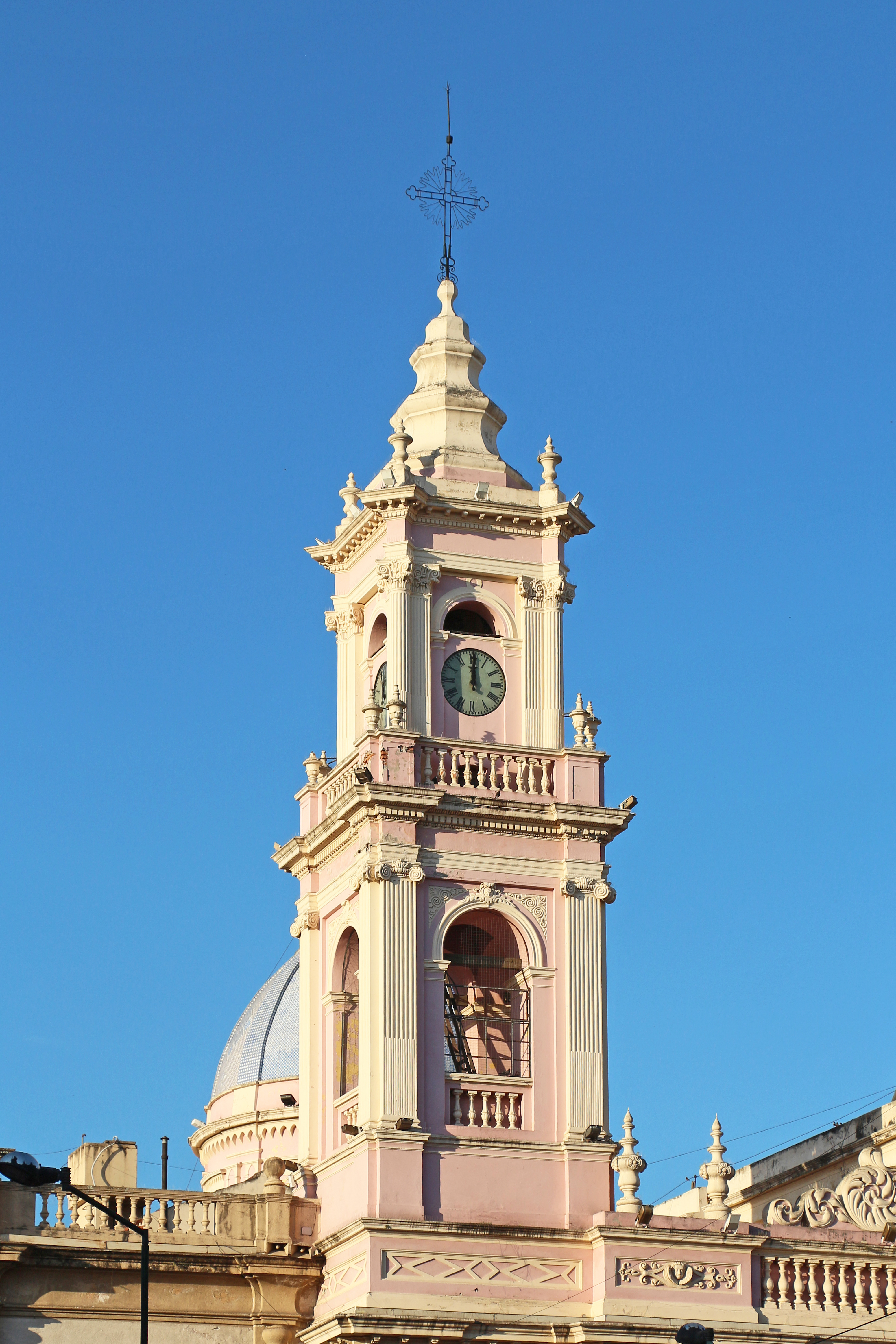